# Amt Hachenburg

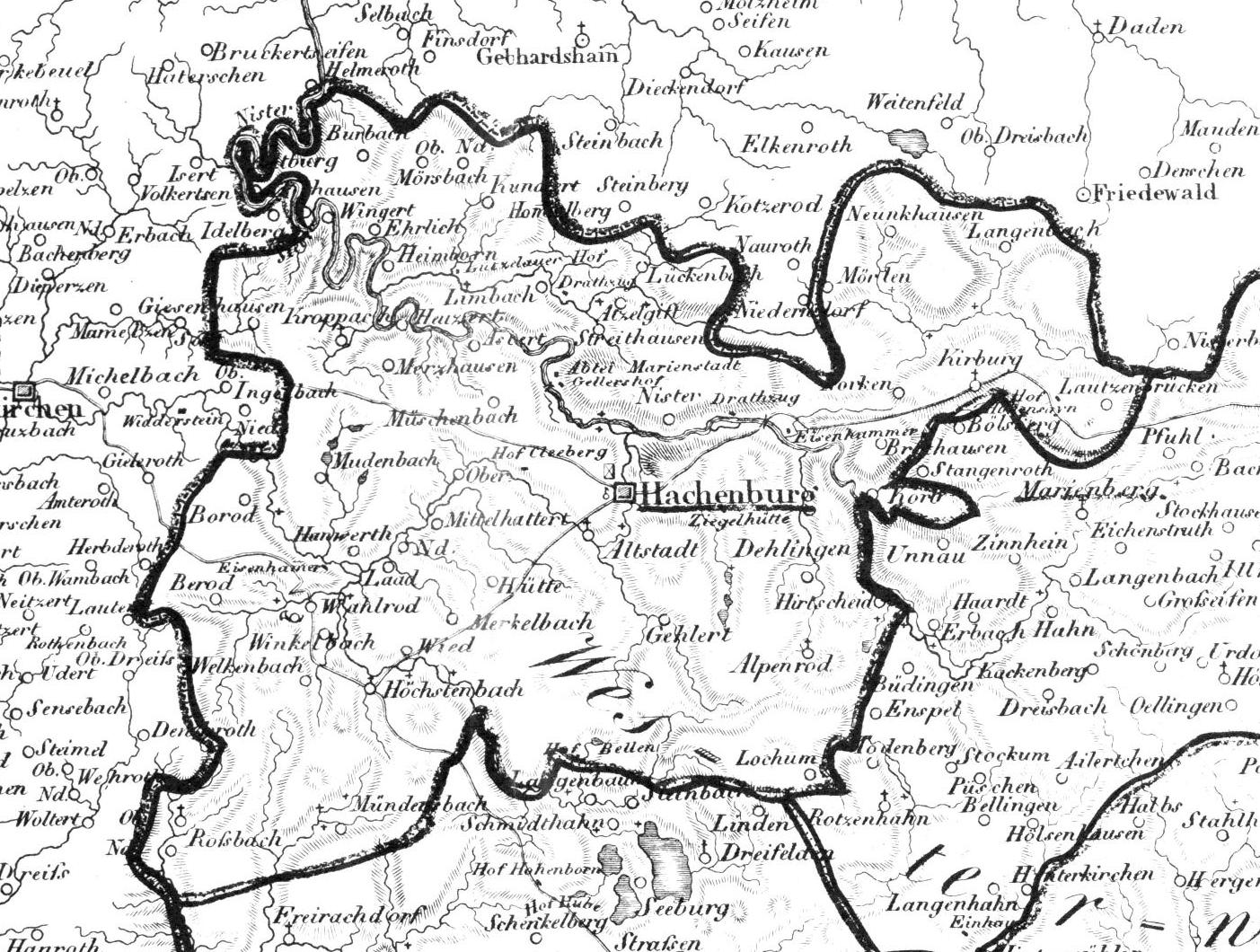
Karte des Amtes Hachenburg 1828

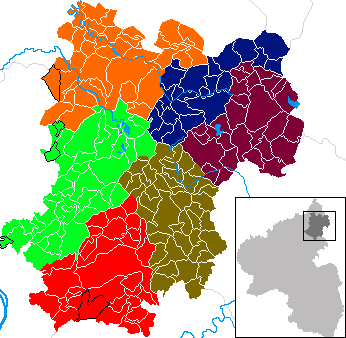
Das Amt Hachenburg von 1816 in Orange innerhalb des heutigen Kreisgebietes

Das Amt Hachenburg war ab 1799 ein Nassau-Weilburger Amt im Heiligen Römischen Reich und ab 1806 ein herzoglich nassauisches Amt mit Sitz in Hachenburg. Die Ämter hatten neben Verwaltungsaufgaben auch die Niedere Gerichtsbarkeit inne bzw. dienten später als erstinstanzliches Gericht. An ihrer Spitze stand ein vom jeweiligen Herrscher eingesetzter Amtmann. Das Amt Hachenburg ging 1867 im Oberwesterwaldkreis auf.

## Geschichte

### Grafschaft Sayn-Hachenburg
Das Amt Hachenburg gehörten große Teile der früheren Grafschaft Sayn-Hachenburg die die 1799 an Nassau-Weilburg gefallen war. Diese bestand aus den Kirchspielen: Kirchspiel Hachenburg mit den Höfen Kleeberg und Brennershof; Kirchspiel Alpenrod mit Dehlingen, Hirtscheid, Lochum (dessen östliche Hälfte war Oranisch war); Kirchspiel Altstadt mit dem Hofe Bell, Gehlert, Merkelbach, Mittelhattert, Hütte, Niederhattert, Laad und Oberhattert links des Baches, Nister mit Wied und Müschenbach; Kirchspiel Höchstenbach mit Berod, Borod, Mündersbach, Wahlrod, Welkenbach, Winkelbach; Kirchspiel Kroppach mit Astert, Atzelgift, Giessenhausen, Heimborn und Ehrlich, Heuzert, Kundert mit den Höfen Lauterbach und Lützelau, Limbach, Luckenbach, Marzhausen, Mudenbach, Hanwerth, Niedermörsbach, Wintershof, Burbach, Oberhattert (rechts des Baches), Obermörsbach, Streithausen, Wingert, Stein, Altburg und Ahlhausen; Kirchspiel Kirburg mit Bretthausen, Korb (war zur Hälfte Oranisch), Langenbach, Lautzenbrücken mit Hohensayner Hof, Mörlen, Norken und Neunkhausen mit den Allenkloster Höfen; Kirchspiel Rossbach bestehend aus Oberrossbach und Niederrossbach.
Zur Grafschaft gehörten außerdem die Kirchspiele des Amtes Schönberg, welche 1815 infolge eines Tauschvertrags an das Königreich Preußen abgegeben wurden: Kirchspiel Birnbach mit Hasselbach, Hemmelzen, Hilkhausen, Jrrlen, Wiesplacken, Leingen, Werkhausen, Hof Acker, Hof Ochsenbruch, Marenbach, Neidersen, Fladersbach, Niederölfen, Oberölfen, Oberirsen, Rimbach, Weyerbusch und Wöllmersen; Kirchspiel Flammersfeld mit Huben, Eichen, Gellershofen, Roth, Kafferoth, Hof Düsternau, Dasbach, Hockenhahn, Hof Kiel, Keescheid, Püscheid, Hardt, Ahlbach, Berg, Krämgen, Hahn, Orfgen, Ziegenhan, Schürdt, Reiferscheidt, Strickhausen, Seelbach und Waltersen; Kirchspiel Hamm mit Breitscheid, Unterschützen Hof, Thalhausen, Heide, Birkenbeul, Weisenbrüchen, Kratzhahn, Pfaffenseifen, Bruchertseifen, Langenbach, Hadersen, Bitzen, Dünebusch, Pirzenthal, Etzbach, Hergetsau, Heckenhof, Hof Kohlerich, Forst, Holge, Kaltau, Hof Neuhöfchen, Dellingen, Oberseifen, Hof Wäldchen, Lechenbach, Fürthen, Opsen, Hof Kappenstein, Hof Mümmelbach, Oppertsau, Pracht, Wickhausen, Niederseifen, Hof Bitzbruch, Hassel, Oettershagen, Thal, Hohensayn, Niederselbach, Ueckertseifen und Niederirsen; Kirchspiel Schöneberg mit Berzhausen, Bettgenhausen, Kahlhard, Neitersen, Niederähren, Obernau und Seifen.

### Nassau-Weilburg
Die Verwaltungsorganisation von Naussau-Weilburg war sehr zersplittert. Für die Sayn-Hachenburger Gebiete wurde als Mittelbehörde die Regierung zu Hachenburg eingesetzt. Im Jahr 1806 entstand unter Druck Napoleons der Rheinbund und besiegelte das Ende des Heiligen Römischen Reiches. Nassau-Usingen und Nassau-Weilburg traten dem Rheinbund bei. Im Gegenzug dafür erhielt Friedrich August, der Älteste des Hauses Nassau, den Titel eines souveränen Herzogs von Nassau. Die beiden Herrscher entschieden, die beiden Territorien unter dem gemeinsamen Namen Herzogtum Nassau zusammenzulegen.

### Herzogtum Nassau
Das Herzogtum Nassau bestand anfangs aus 63 Ämtern. 1806 bis 1809 wurde eine erste Konsolidierung der mittleren Verwaltungsebene vorgenommen die jetzt aus dem Regierungsbezirk Wiesbaden und den Regierungsbezirken Ehrenbreitstein (mit dem Amt Hachenburg) und Weilburg bestand. Auf Ebene der Ämter erfolgten bis 1816 eine Reihe von Zusammenlegungen. 1812 gab es noch 48 Ämter. Das Amt Hachenburg gehörte danach zum Regierungsbezirk Ehrenbreitstein und bestand danach aus den Kirchspielen Hachenburg, Altstadt, Alpenrod, Hamm, Höchstenbach, Kirburg und Kroppach.
Amt Hachenburg ab 1816
Nach den Befreiungskriegen wurde Deutschland und damit auch Nassau abermals neu geordnet. Im Wiener Kongress wurden 1816 darüber hinaus umfangreiche Gebietstausche mit Preußen und kleinere mit dem Kurfürstentum Hessen und dem Großherzogtum Hessen vereinbart. Danach war das Amt Hachenburg eines von 28 Ämtern im Herzogtum Nassau, die zum 1. Juli 1816 zum Zwecke der lokalen Verwaltung geschaffen wurden. An der Spitze des Amtes stand als örtlicher Statthalter des Herzogs ein Amtmann. Die mittlere Verwaltungsebene der Regierungen wurde abgeschafft.
Zum Amt Hachenburg gehörten danach folgende Ortschaften:
Den ehemals Sayn-Hachenburgischen Orten, die 1799 an Nassau-Weilburg gefallen waren: Hachenburg, Ahlhausen, Alpenrod, Altburg, Altstadt, Astert, Atzelgift, Berod, Borod, Bretthausen, Burbach, Dehlingen, Ehrlich, Gehlert, Giesenhausen, Hanwerth, Heimborn, Heuzert, Hirtscheid, Höchstenbach, Hütte, Kirburg, Kroppach, Kundert, Laad, Langenbach, Lautzenbrücken, Limbach, Luckenbach, Marzhausen, Merkelbach, Mittelhattert, Mörlen, Mudenbach, Mündersbach, Müschenbach, Neunkhausen, Niederhattert, Niedermörsbach, Nister, Norken, Oberhattert, Obermörsbach, Rossbach, Stein, Streithausen, Wahlrod, Welkenbach, Wied, Wingert, Winkelbach, Wintershof, Korb, Lochum (die beiden letzten waren vorher gemeinschaftlich mit Nassau-Weilburg) und die Abtei Marienstatt.
Der Staats- und Adreß-Handbuch des Herzogthums Nassau 1822/23 gibt folgendes an:
1. Flächen: 52.322 Steuernormalmorgen  (wobei ein Morgen entsprechen 2500 m²), mit 124 Morgen Gebäudestellen, 459 Morgen Gartenland, 21.278 Morgen Ackerland, 6627 Morgen Wiesen, 4 Morgen Weiher, 12.835 Morgen Hochwald, 6371 Morgen Niederwald, 3990 Morgen Trieschland (abwechselnde 3- bis 5-jährige Acker- und 10- bis 20-jährige Wiesennutzung) und Weideplätze, 725 Morgen nicht besteuerte Liegenschaften.
2. Gemeinden: 42 Gemeindebezirke bestehend aus einer Stadt, 53 Dörfern und 38 Hőfen und Mühlen.
3. Bevölkerung: 10.019 Einwohner in 2493 Familien, davon 7212 evangelisch christliche, 2592 Katholiken, 215 Juden.
4. Viehstand: 179 Pferde, 3 Esel und Maulesel, 8632 Stück Rindvieh, 3686 Schafe, 1079 Schweine, 346 Ziegen und 524 Bienenstöcke.
5. Einfacher Jahressteuersatz (Steuersimplus, kann auch mehrfach erhoben werden): 5396 fl. 9 kr.
6. Amtsgemeinden:
  1. Hachenburg, Stadt: 1436 Einwohner in 367 Familien; „Stadt und Amtssitz, mit dein ehemaligen burggråflichen Residenzschloß, Hof Cleeberg, der von Grünische und Brenzdershof, Nistermühle, Ziegelhütte.“
  2. Alpenrod mit Hirtscheid und Dehlingen: 890 Einwohner in 209 Familien; „die Hirtscheider-, einer Oel- und Schneid-Mühle.“
  3. Altstadt: 441 Einwohner in 100 Familien; „Hof Bellen.“
  4. Astert: 138 Einwohner in 28 Familien.
  5. Atzelgift: 116 Einwohner in 30 Familien; „eine Mühle.“
  6. Berod: 214 Einwohner in 52 Familien-
  7. Borod: 158 Einwohner in 36 Familien.
  8. Gehlert: 169 Einwohner in 42 Familien; „eine Mühle.“
  9. Giesenhausen: 149 Einwohner in 56 Familien.
  10. Heimborn mit Ehrlich: 113 Einwohner in 27 Familien; „Lützelauer Hof und Mühle.“
  11. Heuzert: 83 Einwohner in 19 Familien; „eine Mühle.“
  12. Höchstenbach: 343 Einwohner in 79 Familien.
  13. Kirburg: 186 Einwohner in 53 Familien.
  14. Korb: 101 Einwohner in 27 Familien; „ein Reckhammer und Stangendrathzug, eine Mahl- und Schneid-Mühle.“
  15. Kroppach: 187 Einwohner in 39 Familien.
  16. Kundert: 113 Einwohner in 31 Familien.
  17. Langenbach: 294 Einwohner in 70 Familien; „eine Mahl- und Lohmühle.“
  18. Lautzenbrücken: 141 Einwohner in 32 Familien; „Hof Hohensayn, Braunkohlen- und Eisensteingrube.“
  19. Limbach: 128 Einwohner in 21 Familien; „ein Drahtzug, ein Eisenblech Walzwerk.“
  20. Lochum: 272 Einwohner in 74 Familien.
  21. Lückenbach: 147 Einwohner in 45 Familien.
  22. Merkelbach: 140 Einwohner in 42 Familien.
  23. Merzhausen: 140 Einwohner in 42 Familien.
  24. Mittelharttert mit Hütte: 178 Einwohner in 42 Familien; „Hof und Mühle Sophienthal.“
  25. Mörlen: 136 Einwohner in 36 Familien; „Neu- oder Zwickbart- und eine Schneid-Mühle.“
  26. Mündersbach: 306 Einwohner in 83 Familien; „eine Mahl- und Oelmühle.“
  27. Münchenbach: 198 Einwohner in 52 Familien.
  28. Mudenbach mit Hanwerth: 219 Einwohner in 64 Familien; „eine Pulvermühle.“
  29. Neunkhausen: 317 Einwohner in 72 Familien; „Hof Altenkloster mit Mühle.“
  30. Niederhattert mit Laad: 171 Einwohner in 36 Familien; „eine Oelmühle.“
  31. Niedermörsbach mit Wintershof und Burbach: 139 Einwohner in 37 Familien.
  32. Nister: 351 Einwohner in 85 Familien; „Nauberger Drathzug- und Nisterhammer.“
  33. Norken mit Bretthausen: 226 Einwohner in 59 Familien; „eine Oelmühle.“
  34. Oberhattert: 297 Einwohner in 68 Familien; „eine Oelmühle.“
  35. Obermörsbach: 79 Einwohner in 25 Familien.
  36. Ober- und Nieder-Roßbach: 382 Einwohner in 91 Familien; „Mühle, Eisensteingrube.“
  37. Streithausen: 122 Einwohner in 25 Familien; „Abtei Marienstadt, Eichertshof und Gellertshof.“
  38. Wahlrod: 300 Einwohner in 73 Familien; „Marzauer Mahl- und Schneidmühle, 3 Oel-Mühlen, Hanwerther Eisenhammer.“
  39. Welkenbach: 101 Einwohner in 26 Familien.
  40. Wied: 198 Einwohner in 49 Familien; „eine Mahl-,  2 Oel-, eine Schneid- und eine Papiermühle.“
  41. Wingert und Stein nit Altburg und Alhausen: 111 Einwohner in 38 Familien; „ein Mahl- und 2 Oelmühlen.“
  42. Winkelbach: 61 Einwohner in 19 Familien; „“

Im Jahr 1836 wurde das Amt Hachenburg wie folgt beschrieben:

„Das Amt Hachenburg, welches 72.881 Morgen Flächenraum hat, wovon 247 Morgen Gebäudestellen, 673 Morgen Gärten, 29.896 Morgen Ackerland, 9.293 Morgen Wiesen, 10 Morgen Weiher, 26.799 Morgen Waldungen, 4.970 Morgen Dreschland und Waideplätze und 993 Morgen nicht besteuerte Liegenschaften sind. In den 1.720 Wohnhäusern leben 2.612 Familien oder 10.725 Menschen, worunter 7.731 Evangelische, 2.773 Katholiken, und 201 Juden sind.
   Hachenburg, unter 25° 29' 20" Länge und 50° 39' 50" Breite, Städtchen mit einem ehemaligen burggräflichen Residenzschlosse und 1.444 Einwohnern.
   Alpenrod, 3⁄4 Meilen südsüdöstlich von Hachenburg, bildet mit Hirtscheid und Dehlingen eine Gemeinde, welche an 900 Einwohner hat.“

Der Staats- und Adreß-Handbuch des Herzogthums Nassau. 1847 gibt folgendes an:
1. Flächengehalt: 78.881 Steuernormalmorgen, nämlich 247 M. Gebäudestellen, 673 M. Gartenland, 29.896 M. Ackerland, 9293 M. Wiesen, 10 M. Weiher, 36.799 M. Waldungen, 4970 M. Trieschland und Weideplätze etc., 993 M. nicht besteuerte Liegenschaften.
2. Politische Eintheilung: 42 Gemeindebezirke, bestehend aus einer Städten und 53 Ortschaften, mit 12 Höfen und einzelnen Wohnhäusern, 43 Mühlen, einer Ziegelhütte, 2 Eisenstein- und 2 Braunkohlegruben.
3. Bevölkerung: 2888 Familien in 1928 Wohnhäusern, und 12.019 Einwohner, nämlich 8808 evangelisch-christliche, 3008 Katholiken und 203 Juden.
4. Viehbestand: 78 Pferde, 8710 Stück Rindvieh, 1720 Schaafe, 1804 Schweine, 403 Ziegen und 255 Bienenstöcke.
5. ewerbe: 23 Bäcker, 3 Bader, 2 Blechschmiede, 19 Branntweinbrenner, 2 Buchbinder, 1 Drahtarbeiter, 2 Drechsler, 2 Essigsieder, 1 Fabrik, 26 Grobschmiede, 1875 Gutsbesitzer, 2 Hutmacher, 1 Kappenmacher, 8 Knochenmühlen, 37 Klein- und Großhändler, 43 Kleinkrämer, 1 Knopfmacher, 1 Korbmacher, 6 Küfer, 14 Leinen- und Damastweber, 7 Lohgerber, 19 Mahlmühlen, 1 Materialist, 26 Maurer, 21 Metzger, 1 Mühlarzt, 6 Musikanten, 6 Nagelschmiede, 14 Oelmühlen, 8 Pferdeverleiher und Hauderer, 1 Pulvermühle, 4 Sattler, 6 Schlosser. 39 Schneider, 2 Schneidmühlen, 7 Schön- und Blaufärber, 3 Schornsteinfeger, 49 Schreiner, 57 Schuhmacher, 3 Seifensieder und Lichterzieher, 3 Seiler, 1 Siebmacher, 6 Strohdecker, 2 Strumpf- und Kappenweber, 5 Tabaksfabriken, 121 Taglöhner, 2 Uhrmacher, 9 Wagner, 77 Wirthe, 8 Zimmerleute etc.
6. Betrag eines Steuersimplums: 6745  fl. 18 kr., nämlich 4347 fl. 8 kr. Grund-, 554 fl. 49 kr. Gebäude- und 1843 fl. 21 kr. Gewerbsteuer.
7. Amtmann: Wilhelm Gödecke.

Nach der Märzrevolution 1848 wurde die Verwaltung neu geordnet. Mit Gesetz vom 4. April 1849 wurden in Nassau Verwaltung und Rechtsprechung auf unterer Ebene getrennt. Die Reform trat zum 1. Juli 1849 in Kraft. Für die Verwaltung wurden 10 Kreisämter gebildet, die Ämter als Justizämter (also Gerichte der ersten Instanz) weitergeführt. Die Verwaltungsaufgaben des Amtes Hachenburg wurden vom Kreisamt Hachenburg wahrgenommen, die Rechtsprechung vom Justizamt Hachenburg. Die Reform wurde jedoch bereits am 1. Oktober 1854 wieder rückgängig gemacht, die Kreise wieder abgeschafft und die vorigen Ämter wiederhergestellt.
Kurz vor der Annektierung durch Preußen gibt des Staats- und Adreß-Handbuch des Herzogthums Nassau. 1866 folgendes an:
1. Flächengehalt: 76.869 Morgen, nämlich 375 M. Gebäudestellen, 311 M. Gartenland, 29.070 M. Ackerland, 10.668 M. Wiesen, 6 M. Weiher, 29.006 M. Waldungen, 3224 M. Trieschland und Weideplätze etc., 4512 M. nicht besteuerte Liegenschaften.
2. Politische Eintheilung: 42 Gemeindebezirke, bestehend aus einer Stadt und 53 Ortschaften, mit 14 Höfen und einzelnen Wohnhäusern, 42 Mühlen und einer Zigelhütte; 13 Eiſensteingruben, einer Braunkohlen- und einer Thongrube.
3. Bevölkerung, nach der Zählung am Schlüsse des Jahres 1865: 3086 Familien in 2061 Wohnhäusern und 12.557 Einwohner, nämlich: 9228 evangelisch-christliche, 3193 Katholiken und 136 Juden.
4. Viehstand: 136 Pferde, 8467 Stück Rindvieh, 3428 Schaafe, 886 Schweine, 656 Ziegen und 425 Bienenstöcke.
5. Gewerbe: 55 Bäcker, 4 Bader, 1 Bierbrauer, 2 Blaufärber, 5 Blechschmiede, 1 Branntweinbrenner, 2 Buchbinder, 4 Drechsler, 1 Eisenhütte, 3 Fabriken, 31 Grobschmiede, 2196 Gutsbesizer, 2 Hauderer, 2 Hutmacher, 1 Jochmacher, 2 Kappenmacher, 5 Korbmacher, 9 Klein- und Großhändler, 51 Kleinkrämer, 8 Küfer, 7 Leinen- und Damastweber, 25 Mahlmüller, 34 Maurer, 19 Metzger, 15 Musikanten, 3 Nagelschmiede, 14 Oelmüller, 1 Papiermühle, 1 Pulvermühle, 5 Rothgerber, 1 Sattler, 5 Schlosser, 3 Schieferdecker, 37 Schneider, 4 Schornsteinfeger, 44 Schreiner, 60 Schuhmacher, 2 Seiler, 1 Siebmacher, 8 Strohdecker, 2 Strumpf- und Kappenweber, 158 Taglöhner, 1 Uhrmacher, 7 Viehhändler, 24 Wagner, 55 Wirthe, 1 Ziegelbrenner, 8 Zimmerleute, 1 Zinngießer etc.
6. Betrag eines Steuersimplums: 6570 fl. 16 kr., nämlich: 4996 fl. 33 kr. Grund- und Gebäudesteuer und 1873 fl. 42 kr. Gewerbsteuer.
7. Amtmann: Alexander Westerburg.
8. Amtsortschaften:

| Amtsgemeinde | Fam- ilien | Ein- wohner |
| --- | ---------- | ----------- |
| 1. Hachenburg, Stadt und Amtssitz, das ehemalige Burggräfliche Residenzschloß, Hof Cleeberg, der von Grünische und Brendershof, die Nistermühle, eine Oel- und Knochenmühle, eine Ziegelhütte. | 377        | 1468        |
| 2. Alpenrod mit Hirtscheid und Dehlingen, die Höfe Neuhof und Welterstein, die Hirtscheider Mahlmühle, 2 Oelmühlen und eine Schneidmühle.                                                      | 264        | 1022        |
| 3. Altstadt, Hof Bellen. | 143        | 567         |
| 4. Astert. | 41         | 180         |
| 5. Atzelgift, eine Mahl- und eine Delmühle. | 38         | 193         |
| 6. Berod. | 88         | 383         |
| 7. Borod, eine Oel- und eine Knochenmühle. | 67         | 250         |
| 8. Gehlert. | 66         | 242         |
| 9. Gießenhausen. | 51         | 196         |
| 10. Heimborn mit Ehrlich, Lüzzelauer Hof mit Mahl- und Oelmühle. | 30         | 128         |
| 11. Heuzert, zwei Mahlmühlen. | 28         | 108         |
| 12. Höchstenbach. | 110        | 428         |
| 13. Kirburg. | 62         | 220         |
| 14. Korb, eine Mahl- und eine Oelmühle. | 26         | 112         |
| 15. Kroppach. | 45         | 177         |
| 16. Kundert. | 38         | 162         |
| 17. Langenbach, eine Mahl- und eine Delmühle. | 89         | 345         |
| 19. Limbech, eine Knochenmühle. | 22         | 128         |
| 20. Lochum. | 68         | 237         |
| 21. Luckenbach. | 52         | 227         |
| 22. Marzhausen. | 38         | 160         |
| 23. Merkelbach. | 54         | 237         |
| 24. Mittelhattert mit Hütte, Hof und Mühle Sophienthal und eine Oelmühle. | 52         | 254         |
| 25. Mörlen, Neu- oder Zwickarts- und eine Schneidmühle. | 52         | 229         |
| 26. Mudenbach mit Hanwerth, eine Pulvermühle. | 71         | 317         |
| 27. Mündersbach, eine Mahl- und Delmühle. | 110        | 404         |
| 28. Müschenbach. | 63         | 277         |
| 29. Neunkhausen, Hof Altenkloster mit Mühle. | 81         | 336         |
| 30. Niederhattert mit Laad, eine Knochenmühle. | 55         | 197         |
| 31. Niedermörsbach mit Wintershof und Burbach. | 41         | 183         |
| 32. Nister, das Nisterthaler Eisenwerk. | 134        | 495         |
| 33. Norken mit Bretthausen. | 84         | 372         |
| 34. Oberhattert, eine Del und Knochenmühle. | 95         | 387         |
| 35. Obermörsbach. | 33         | 118         |
| 36. Roßbach, eine Mühle. | 119        | 461         |
| 37. Stein mit Wingert, Altburg und Ahlhausen, eine Mahl- und zwei Oelmühlen. | 25         | 152         |
| 38. Streithausen, Abtei Marienstatt, Gellershof. | 25         | 165         |
| 39. Wahlrod, Marzauer Mahl-, eine Schneid- und 3 Oelmühlen, eine Knochenmühle. | 100        | 406         |
| 40. Welkenbach. | 36         | 134         |
| 41. Wied, eine Mahl-, 2 Oel-, eine Knochen-, eine 1 Schneid- und eine Papiermühle. | 56         | 227         |
| 42. Winkelbach. | 16         | 81          |

### Preußen
Mit der Annexion Nassaus durch Preußen wurden auch die Ämter in ihrer alten Form aufgelöst und durch Kreise ersetzt. Das Amt Hachenburg bildete 1867 gemeinsam mit den Nachbarämtern Marienberg und Rennerod den Ober-Westerwald-Kreis. Erst im Rahmen dieser Neuordnung wurden Verwaltung und Rechtsprechung getrennt. Für die Rechtsprechung in erster Instanz, die bisher durch das Amt vorgenommen wurde, wurde, zunächst die richterlichen Beamte in den Ämtern zuständig und zum 1. September 1867 das Amtsgericht Hachenburg gebildet.
Aber auch nach der Kreisgründung bleibt die bisherige Amtsstruktur erhalten. Die Königliche Verordnung vom 22. Februar 1867 regelte: „[…] bleiben die Amtsbezirke als engere Verwaltungsbezirke in ihrer bisherigen Begrenzung bestehen.“ Die ehemaligen Ämter bilden die Bezirke des Kreises. Gemäß § 13 der Kreisverfassung entsendeten die Bezirke, also die ehemaligen Ämter, jeweils sechs Vertreter in den neuen Kreistag. Der Amtmann hatte die Aufsicht über die Ortspolizei und Organ des Landrates.
Mit der Verwaltungsreform von 1885/1886 gehörten die Ämter endgültig der Vergangenheit an.

## Amtmänner
- Johann Lebrecht August Magdeburg 1799–1816
- Christian Milchsack 1816–1823
- Georg Wilhelm Herborn 1823–1826
- Heinrich Ernst Schwab 1826–1832
- Lorenz Schindling 1832
- Franz Flach 1833–1837
- Daniel Spieß 1837–1843
- Wilhelm Heinrich Viktor Gödecke 1843–1849
- Ernst Heinrich Wolf(f) 1854–1860, vorher Kreisamtmann in Hachenburg
- Friedrich Wilhelm Heye 1860–1864
- Alexander Carl Wilhelm Christian Westerburg (I) 1864/1865–1869
- Karl Goedecke 1869/1870–1871
- Wilhelm Rabe|Friedrich Wilhelm Rabe 1872–1875
- Max von Graevenitz 1875–1882
- Friedrich Karl Ernst Schultze 1882–1886